# Charles Foster (homme politique)
Pour les articles homonymes, voir Charles Foster (homonymie) et Foster.
Charles Foster, né le 12 avril 1828 à Tiffin (Ohio) et mort le 9 janvier 1904 à Springfield (Ohio), est un homme politique américain. Membre du Parti républicain, il est représentant de l'Ohio entre 1871 et 1879, gouverneur du même État entre 1880 et 1884 puis secrétaire du Trésor entre 1891 et 1893 dans l'administration du président Benjamin Harrison